# Judo-Europameisterschaften der Männer 1975
Die Judo-Europameisterschaften 1975 der Männer fanden vom 8. bis zum 11. Mai in Lyon statt. Nachdem von den ersten vier Europameisterschaften drei in Paris ausgetragen worden waren, hatte es zwanzig Jahre gedauert, bis wieder Europameisterschaften in Frankreich veranstaltet wurden.
Das Team des Gastgeberlandes gewann zwei Medaillen, stellte aber keinen Europameister. Kein Europameister des Vorjahres konnte seinen Titel verteidigen, der Schwergewichts-Europameister von 1974 Giwi Onaschwili siegte diesmal in der offenen Klasse.

## Ergebnisse
| Gewichtsklasse                | Gold                  | Silber                   | Bronze                               |
| ----------------------------- | --------------------- | ------------------------ | ------------------------------------ |
| Leichtgewicht (bis 63 kg)     | Torsten Reißmann      | Schengeli Pizchelauri    | Edward Alkśnin Yves Delvingt         |
| Halbmittelgewicht (bis 70 kg) | Wladimir Newsorow     | Waleri Dwoinikow         | Dietmar Hötger Günter Krüger         |
| Mittelgewicht (bis 80 kg)     | Antoni Reiter         | Abdulgadschi Barkalajew  | Alexei Wolossow Adam Adamczyk        |
| Halbschwergewicht (bis 93 kg) | Dietmar Lorenz        | Jean-Luc Rougé           | David Starbrook Amiran Mussajew      |
| Schwergewicht (über 93 kg)    | Dschibilo Nischaradse | Sergei Nowikow           | Wolfgang Zuckschwerdt Vladimír Novák |
| Offene Klasse                 | Giwi Onaschwili       | Schota Tschotschischwili | Wolfgang Zuckschwerdt Peter Adelaar  |

## Medaillenspiegel
| Rang | Land                            | Gold | Silber | Bronze | Gesamt |
| ---- | ------------------------------- | ---- | ------ | ------ | ------ |
| 1    | Sowjetunion                     | 3    | 5      | 2      | 10     |
| 2    | Deutsche Demokratische Republik | 2    | –      | 4      | 6      |
| 3    | Polen                           | 1    | –      | 2      | 3      |
| 4    | Frankreich                      | –    | 1      | 1      | 2      |
| 5    | Vereinigtes Königreich          | –    | –      | 1      | 1      |
| 5    | Niederlande                     | –    | –      | 1      | 1      |
| 5    | Tschechoslowakei                | –    | –      | 1      | 1      |
|      | Total                           | 6    | 6      | 12     | 24     |